# خوزه پیر وونگویدیکا
خوزه پیر وونگویدیکا (انگلیسی: José Pierre Vunguidica؛ زادهٔ ۳ ژانویهٔ ۱۹۹۰) بازیکن فوتبال اهل آلمان است.
از باشگاه‌هایی که در آن بازی کرده‌است می‌توان به باشگاه فوتبال کلن، باشگاه فوتبال کیکرز اوفنباخ، باشگاه فوتبال وهن ویسبادن، و باشگاه فوتبال اس‌وی زاندهاوزن اشاره کرد.
وی همچنین در تیم ملی فوتبال آنگولا بازی کرده‌است.